# FC Tempo Praha
FC Tempo Praha, z.s. je český fotbalový klub založený v roce 1928, který sídlí ve Lhotce v Praze. Prozatím největším úspěchem klubu je 2. místo v Pražském přeboru (5. nejvyšší soutěž) ze sezóny 2023/2024.

## Historie
V roce 1928 se skupince fotbalových nadšenců ze Lhotky, v té době čerstvě připojené k hlavnímu městu Praze, po velkém úsilí podařilo zaregistrovat svůj fotbalový klub S.K. Lhotka. Prvním soupeřem S.K. Lhotka se stala Rudá Hvězda Podolí. Hned po dvou letech se S.K. Lhotka propracoval z páté třídy do třetí.
V roce 1978 klub poprvé vyhrává I.B třídu. V sezóně 1981/82 tým vyhrál I.A třídu a poprvé v klubové historii postoupil do Pražského přeboru.
Na jaře roku 2006 Tempo zaznamenalo v Pražském přeboru do té doby nejlepší umístění – 4. místo. Největší úspěch však přišel v roce 2024 v podobě 2. místa v Pražském přeboru znamenajícího po administrativních přesunech postup klubu do divize B (4. nejvyšší soutěž).

## Historické názvy
- 1928–1930 S.K. Lhotka
- 1930–1932 Olympia Praha XV
- 1932–1934 S.K. Lhotka
- 1934–1948 A.F.K. Zátiší
- 1948–1978 Sokol Lhotka
- 1978–1990 TJ Tempo Praha
- od 1990 FC Tempo Praha